# ブラック・テリー
ブラック・テリー（Black Terry）のリングネームで知られるエステバン・マレス・カスタニェダ（Esteban Mares Castañeda、1952年9月3日 - 2025年4月20日まで）は、メキシコのプロレスラーである。ハリスコ州グアダラハラの出身。

## 来歴
1975年2月、グアダラハラでデビュー。UWAのリングで活躍、1980年代にはシュー・エル・ゲレーロ、ホセ・ルイス・フェリシアーノとロス・テメラリオス（Los Temerarios）を結成。
1990年3月1日、東京・後楽園ホール大会にてユニバーサル・プロレスリングの旗揚げ興行でトリオで来日。1992年にはCMLLでゲレーロ・マジャのリングネームでダミアン・エル・ゲレーロ、ゲレーロ・デル・フトゥーロと（ホセ・ルイス・フェリシアーノ）ロス・ゲレーロス・デル・フトゥーロ（Los Guerreros Del Futuro）を結成。
1990年代後半からはIWRGを主戦場としている。
CMLLに在籍のゲレーロ・マジャ・ジュニアは弟子の1人であり、血縁関係はない。
2025年4月20日に訃報が発表された。72歳没。

## 得意技
- バック・スタバー
- トペ・スイシーダ

## 獲得タイトル
UWA
UWA世界ライト級王座
メキシコナショナルトリオ王座
連邦区トリオ王座
IWRG
IWRGインターコンチネンタルウェルター級王座
インディー・ローカルマット
ハリスコ州ウェルター級王座
ナウカルパンタッグ王座
ナウカルパントリオ王座
ナウカルパンウェルター王座